# مقام راست
وهو مقام شرقي فكلمة راست في اللغة الفارسية تعني المستقيم وهو يبدأ من العلامة دو - ري - مي نصف بيمول - فا - صول - لا - سي نصف بيمول - دو وقد يكتب (رصد، رست) أيضا في بعض المراجع.
و قد جرى العرف على أنه عند نزول السلم قد تستبدل السي نصف بيمول بـ سي بيمول عادية.

## الشخصية
يعتبره البعض المقام الرئيسي في الموسيقى الشرقية، ويعتبر أكثرها وضوحا في الشخصية، والمعبر عنها، ويعتبر من المقامات المفضلة لتلاوة الأذان لما فيه من وقار، وجدية.

## الأجناس
جنس الأصل: الرست على درجة الرست (دو) C
جنس الفرع : مقام الرست على درجة النوا (صول) G
يفصل بينهما بعد فاصل (جمع منفصل)

## استمع
- مقام راست (لتنزيل أي ملف، اضغط رابط الملف بالزر الأيمن، ثم اختر).[1]

## أمثلة على مقام الراست
- ابعاد كنتم - محمد عبده.
- من بادي الوقت - محمد عبده.
- يا مسهرني - أم كلثوم.
- يا مال الشام - فيروز.
- على جسر اللوزية - فيروز.
- حبيب الأمس - خالد عبد الرحمن.
- شكل تاني - محمد عبد الوهاب.
- وحياتي عندك - ذكرى.
- من عز النوم - فيروز.
- ياداره دوري فينا - فيروز.
- أسامينا - فيروز.
- لكتب اسمك يا بلادي - ايلي شويري.
- أروح لمين - أم كلثوم.
- الحب كله - أم كلثوم.
- انا قلبي لك ميال - فايزة أحمد.
- عظيمة يا مصر - وديع الصافي.
- اسمع حياتي - طلال مداح.
- يا شادي الألحان - فيروز.
- عتابا وميجنا - فيروز
- مستنياك- عزيزة جلال
- غنيلي شوي شوي- أم كلثوم
- أنساك- أم كلثوم.